# یواس‌اس میرت (ای‌ام-۲۶۵)
یواس‌اس میرت (ای‌ام-۲۶۵) (به انگلیسی: USS Mirth (AM-265)) یک کشتی بود که طول آن ۱۸۴ فوت ۶ اینچ (۵۶٫۲۴ متر) بود. این کشتی در سال ۱۹۴۳ ساخته شد.